# Blow Up Your Video
Blow Up Your Video je album australské hard rockové kapely AC/DC vydané v roce 1988. Album produkovali Harry Vanda a George Young, kteří stáli za prvními alby AC/DC. Všechny texty napsal Brian Johnson.
Blow Up Your Video se umístilo na 2. místě britského a na 12. místě amerického žebříčku.
V ČSSR vyšla deska licenčně v 1989 pod hlavičkou Atlantic Records.

## Seznam skladeb
Autory jsou Malcolm Young, Angus Young a Brian Johnson.
1. "Heatseeker" – 3:50
2. "That's the Way I Wanna Rock 'n' Roll" – 3:43
3. "Meanstreak" – 4:08
4. "Go Zone" – 4:26
5. "Kissin' Dynamite" – 3:58
6. "Nick of Time" – 4:16
7. "Some Sin for Nuthin'" – 4:11
8. "Ruff Stuff" – 4:34
9. "Two's Up" – 5:25
10. "This Means War" – 4:23

## Obsazení
- Brian Johnson – zpěv
- Angus Young – kytara
- Malcolm Young – kytara, doprovodný zpěv
- Cliff Williams – baskytara, doprovodný zpěv
- Simon Wright – bicí